# Амплитудна модулация
Амплитудната модулация е модулация, при която един модулиращ сигнал пропорционално променя амплитудата на друго носещо високочестотно трептение. Чрез амплитудната аналогова модулация, излъчваните в ефира електромагнитни вълни се разпространяват модулирани по закона на модулиращото напрежение, като пренасят неговия честотен спектър. Съотношението на носещата и модулиращата честоти трябва да удовлетворява условието 

fc >> fm, където
fc е честотата на носещото високочестотно трептение;
fm е честотата на модулиращото напрежение.

## История
Откритието на електронната лампа налага този електронен уред за използването му като едностъпален предавател. В ранния стадий от развитието на радиотехниката за пренасяне на информационни сигнали посредством електромагнитни вълни е използвана амплитудна модулация посредством микрофон, включен последователно в антенната верига. Промяната на съпротивлението му от звуковото налягане намалява или увеличава тока в антенната верига индуциран от генератора.

## Теория
Модулирането на синусоидално високочестотно трептение с честота {\displaystyle \omega _{c}} и начална фаза равна на нула (коректно полагане за по-лесно теоретично разглеждане), ще има вида
{\displaystyle u_{c}(t)=U_{c}\cos(\omega _{c}t)\,}, или може да се запише още
{\displaystyle u_{c}(t)=U_{c}\cos(2\pi f_{c}t)\,}
Процесът модулация на горния сигнал ще се получи, ако едновременно се въздейства върху нелинеен модулиращ елемент и с модулиращо напрежение при спазеното изискване и условие {\displaystyle \omega _{c}} >> {\displaystyle \omega _{m}}. Модулиращото напрежение се променя по случаен закон. Но ако се приеме, че модулиращото напрежение е хармонично синусоидално трептене с честота {\displaystyle \omega _{m}} то ще има вида:
{\displaystyle u_{m}(t)=U_{m}\cos(\omega _{m}t+\varphi )\,},
където {\displaystyle \varphi } е началната фаза. Тогава, в резултат от амплитудната модулация, модулираното напрежение е
```
u
am
(t) = U
c
[1+m.cos(ω
m
t+φ
m
)].cos(ω
c
t)
,
```

където m е коефициент показващ дълбочината на модулирането на основната носеща честота. Включва амплитудата на модулиращото напрежение Um и коефициентите a1 и a2 от апроксимацията с квадратичен полином i = a0 + a1u + a2u2 на волт-амперната характеристика на диода (модулиращия елемент) като нелинеен елемент
m(t)= (a2.Um).2/a1
Дадената по-горе формула за {\displaystyle U_{\mathrm {am} }(t)} може да се запише и в следния вид:
 {\displaystyle u_{\mathrm {am} }(t)=U_{c}\cos(\omega _{c}t)+{\frac {mU_{c}}{2}}(\cos((\omega _{c}-\omega _{m})t-\varphi )-\cos((\omega _{c}+\omega _{m})t+\varphi )).}
От формулата в най-общ вид се разбира, че амплитудно модулирания сигнал не е хармоничен поради постоянно променящата се амплитуда. В най-общия случай модулиращия сигнал е случайна величина. Неговите съществени параметри, които дават достатъчно точна характеристика за процеса на модулиране са:
- широчината на честотния му спектър, в който е съсредоточена 99% от енергията му;
- средната мощност;
- пиковата (върховата) мощност,
- пикфактор;
- динамичен обхват (отношението между пиковата мощност и минималната мощност на модулиращия сигнал).

## Спектър на амплитудно-модулиран сигнал
Радиосигналът се състои от носещото трептение и две синусоидални колебания, наричани странични честотни ленти, всяка от които има честота близка до {\displaystyle \omega _{c}}. За синусоидалния сигнал, използван тук, честотите са равни на ({\displaystyle \omega _{c}+\omega _{m}}) и ({\displaystyle \omega _{c}-\omega _{m}}). Това налага носещите честоти на съседните радиостанции да са достатъчно разделечени, за да не се припокриват част от техните странични ленти, електромагнитните вълни на радиопредавателните станции да се приемат без да е възможна добро селектиране в приемника и с това да си влияят една на друга и да се внасят смущения и изкривявания при радиоприемането и възпроизвеждането. 
За някои радиовръзки се използва само едната честотна лента.

## Особености
За по-добро използване мощността на предавателя е необходимо при такава модулация амплитудата да се използва в по-широки граници, т.е. да се постигне по-голяма дълбочина на амплитудната модулация. Количествено този параметър се определя с отношението:
{\displaystyle h={\frac {\mathrm {m} }{U_{c}}}={U_{m}}{U_{c}},}
За по-добра оценка на степента на модулиране, дълбочината на модулацията се определя с проценти. При използване на модулация с малка дълбочина, относителното изменение на обвивката на амплитудно модулираното трептение е малко, почти не зависи от формата на модулиращия сигнал и е нецелесъобразно да се прилага, поради неефективно използване мощността на предавателя. При h=0,5 амплитудата на немодулираното носещо трептене се променя с 50% над и под немодулираната стойност. Сто процентовата модулация позволява да се увеличи до два пъти амплитудата на сигнала при пикови значения на модулиращото напрежение. По-големи значения на амплитудната модулация от 100%, т.е. премодулация, са недопустими. Претоварват се изходните стъпала на предавателя и се получават нелинейни изкривявания, поради това, че вече формата на обвивката не повтаря модулиращия сигнал. За избягване на премодулация обикновено се включват ограничителни вериги. 

## Използване
В съвременните средства за радиокомуникации преносът на информация посредством амплитудно-модулирани сигнали се използва предимно в радиоразпръскването, които работят във вълновите подобхвати на мегаметровите (30 – 300 Hz), хектометровите (300 – 3000 Hz)и декаметровите (3 – 30 km) вълни. Намират приложение и в служебни (професионални) радиовръзки,, въпреки че не винаги са подходящи, поради ниската шумоустойчивост и неефективното използване мощността на предавателя. 

## Амплитудно-модулиращи устройства
За модулатори на високочестотни трептения се използват нелинейни елементи или елементи с променливи параметри. Като пример за използване на управляеми елементи с променливи параметри за модулиране е включването на микрофон в антенната верига. В първичната страна на трансформатора се включва източник на високочестотно напрежение, а във вторичната последователно на антенния кръг се включва микрофон. Известно е, че неговата проводимост е пропорционална на звуковото налягане, и при промяната на последното се намалява или увеличава проводимостта. Тази промяна пряко управлява тока в антенната верига, протичащ от индуктираното електродвижещо напрежение във вторичната верига. Използването на такъв управляем елемент в зората на радиотехниката е приложим при предаватели с малки мощности.
Модулацията с нелинейни елементи е тази, която се използва понастоящем. Най-простата схема за амплитудна модулация е последователното включване към веригата на генератор работещ на фиксирана постоянна честота с LC кръг, на генератора на модулираща честота и един диод. LC кръгът е настроен на честотата на носещото трептене ωc. Върху диода е приложено сумарното напрежение от двата генератора и токът протичащ през диода ще съдържа съставката от токът на трептящия кръг с честотата ωc и съставките близки до нея т.е. (ωc + ωm) и (ωc – ωm). Амплитудно-модулираното напрежение може да се вземе като пад на напрежение върху двата края на трептящия кръг.
Технически в радиопредавателите амплитудната модулация се извършва като се променя (модулира) едно от захранващите напрежения на модулируемото стъпало.
- При промяната на анодното напрежение на електронна лампа – говорим за анодна модулация;
- При промяната на управляващото решетъчното преднапрежение – това е решетъчна модулация;
- Аналогично при транзисторно модулиращо стъпало има схемни решения за колекторна и за базова модулация.

Това са единични видова анодна модулация. За по-ефективно управление на процеса са създадени електронни схеми с двойна и тройна модулация, като се управлява едновременно повече от едно захранващо напрежение. Например такова решение е модулиращото стъпало с триодни лампи, като се модулира едновременно с анодното напрежение и с решетъчното преднапрежение. 

## Амплитудни детектори
Приетият радиосигнал, като носител на информацията, селектиран и усилен в приемното устройство се подлага на обработка. С този процес се преобразува високочестотният модулиран сигнал в нискочестотен, формата и честотата на който съответства на сигнала модулирал носещото трептение в предавателя. Този процес е обратен на модулацията и се нарича детектиране или демодулация. Без процеса на детектиране не е възможно възпроизвеждащите устройства (напр. високоговорители) да се задействат от приложеното им високочестотно напрежение на приетия радиосигнал. Това електронно преобразуване е използвано във всички видове радиоприемници – детекторен радиоприемник, суперхетеродинен радиоприемник, линеен радиоприемник, регенеративен и суперрегенеративен радиоприемници и др.
Амплитудните детектори са съставени от нелинейни елементи и товар върху който се отделя нискочестотното напрежение. Използването на такъв елемент се налага поради това, че в амплитудномодулираното напрежение няма съставки с модулиращата честота. В качеството на нелинейни елементи се използват електронни лампи – триоди и пентоди (в миналото), а в съвременната радиоапаратура предимно полупроводникови диоди и транзистори.